# Protoneuridae
Protoneuridae zijn een familie van juffers (Zygoptera), een van de drie suborden der libellen (Odonata). De familie telt 25 beschreven geslachten en 261 soorten.
Recent moleculair onderzoek suggereert dat de familie Protoneuridae parafyletisch is en dat de geslachten heringedeeld moeten worden. De geslachten uit de oude respectievelijk nieuwe wereld worden dan ondergebracht in de Platycnemididae respectievelijk Coenagrionidae.

## Taxonomie
De familie kent (of kende) de volgende geslachten:
- Arabineura Schneider & Dumont, 1995
- Caconeura Kirby, 1890
- Disparoneura Selys, 1860
- Drepanoneura von Ellenrieder & Garrison, 2008
- Elattoneura Cowley, 1935
- Epipleoneura Williamson, 1915
- Epipotoneura Williamson, 1915
- Esme Fraser, 1922
- Forcepsioneura Lencioni, 1999
- Idioneura Selys, 1860
- Isomecocnemis Cowley, 1936
- Junix Rácenis, 1968
- Lamproneura De Marmels, 2003
- Melanoneura Fraser, 1922
- Microneura Hagen in Selys, 1886
- Neoneura Selys, 1860
- Nososticta Selys, 1860
- Peristicta Hagen in Selys, 1860
- Phasmoneura Williamson, 1916
- Phylloneura Fraser, 1922
- Prodasineura Cowley, 1934
- Proneura Selys, 1889
- Protoneura Selys in Sagra, 1857
- Psaironeura Williamson, 1915
- Roppaneura Santos, 1966